# Gilles Quénéhervé
Gilles Quénéhervé (né le 17 mai 1966 dans le 15e arrondissement de Paris) est un athlète puis haut fonctionnaire français, sous-préfet de Morlaix après avoir intégré l'ENA, puis nommé fin 2018 directeur des sports au ministère. 
Spécialiste du 200 mètres, il est ancien codétenteur avec Christophe Lemaitre du record de France de la discipline avec le temps de 20 s 16, établi le 3 septembre 1987 à Rome, vice-champion du monde lors des Mondiaux d'athlétisme 1987 où il a terminé dans le même temps que Calvin Smith, ce dernier s'imposant à la photo-finish. Il a également remporté une médaille de bronze olympique en relais 4 × 100 m avec Daniel Sangouma, Bruno Marie-Rose et Max Morinière lors des Jeux de Séoul 1988.  

## Biographie

### Carrière sportive
Licencié toute sa carrière au Racing club de France, il se révèle lors de la saison 1985 en remportant les titres nationaux juniors du 100 et du 200 m. Il fait ses débuts sur la scène internationale cette même année lors des Championnats d'Europe juniors de Cottbus où il se classe respectivement 5e du 100 m, 4e du 200 m et 4e du relais 4 × 100 m. Aux Championnats d'Europe de 1986, à Stuttgart, le Français est éliminé dès les séries du 100 m, et termine par ailleurs au pied du podium du relais 4 × 100 m.
En début de saison 1987, le Francilien se classe quatrième des Championnats d'Europe en salle de Liévin et des Championnats du monde en salle d'Indianapolis. Le 9 juillet à Caorle en Italie, Gilles Quénéhervé établit un nouveau record de France du 200 m en 20 s 36, améliorant de deux centièmes de secondes la marque de Pascal Barré datant de la saison 1979. Sélectionné pour les Championnats du monde 1987 à Rome, il améliore lors des demi-finales du 200 m son propre record national en 20 s 31, et établit par ailleurs le meilleur temps des qualifiés. Quelques heures plus tard, il retranche quinze centièmes de seconde à son propre record de France en se classant deuxième de la finale du 200 en 20 s 16, à égalité avec l'Américain Calvin Smith, auteur du même temps. Ce dernier est cependant désigné champion du monde après visionnage de la photo-finish.
Lors des Jeux olympiques de 1988, à Séoul, Gilles Quénéhervé se classe sixième de la finale du 200 m en 20 s 40. Il décroche par ailleurs en fin de compétition la médaille de bronze du relais 4 × 100 m en compagnie de Max Morinière, Daniel Sangouma et Bruno Marie-Rose. L'équipe de France, qui établit à cette occasion un nouveau record national de la discipline en 38 s 40, s'incline face à l'URSS et le Royaume-Uni.
En 1989, Gilles Quénéhervé devient champion de France du 200 m en 20 s 86, et obtient le Prix François Lafon de l'Académie des sports la même année (il était déjà médaillé de cette même Académie l'année précédente). Sélectionné pour la dernière fois en équipe de France en 1997 à l'occasion des mondiaux d'Athènes, il met un terme à sa carrière sportive en 2001.
Ses entraîneurs furent Jacky Desprez, puis Fernand Urtebise.

### Haut fonctionnaire
En décembre 2010, Gilles Quénéhervé est admis à l'École nationale d'administration (promotion Marie Curie, 2011-2012), devenant le premier médaillé olympique à intégrer l'institution,.
Après un stage à la préfecture de Vesoul, il dirige le cabinet du préfet des Côtes-d'Armor de juillet 2013 à août 2015. En août 2015, il est nommé secrétaire général de la préfecture du Lot.
En mai 2017, il devient sous-préfet de Morlaix. Il devient ensuite, le 10 décembre 2018, directeur des sports au ministère des sports, un poste central dans le modèle actuel français (sport pour tous et haut niveau) auprès des fédérations nationales,.
Le 4 juillet 2022, il est nommé sous-préfet du Havre.
Il est aujourd’hui, préfet du département de la Lozère, depuis le 25 novembre 2024. Il remplace l’ancien préfet Philippe Castanet.

## Palmarès
| Date | Compétition                    | Lieu         | Place | Discipline |
| ---- | ------------------------------ | ------------ | ----- | ---------- |
| 1987 | Championnats d'Europe en salle | Liévin       | 4e    | 200 m      |
| 1987 | Championnats du monde en salle | Indianapolis | 4e    | 200 m      |
| 1987 | Championnats du monde          | Rome         | 2e    | 200 m      |
| 1988 | Jeux olympiques                | Séoul        | 6e    | 200 m      |
| 1988 | Jeux olympiques                | Séoul        | 3e    | 4 × 100 m  |

- Champion de France 1989 sur 200 m;
- Champion de France en salle sur 200 m en 1990;
- Champion de France junior sur 100 et 200 m en 1985.

## Records
| Épreuve | Performance | Lieu   | Date             |
| ------- | ----------- | ------ | ---------------- |
| 100 m   | 10 s 17     | Genève | 18 juin 1994     |
| 200 m   | 20 s 16     | Rome   | 3 septembre 1987 |

| Épreuve | Performance | Lieu   | Date             | Notes                                                   |
| ------- | ----------- | ------ | ---------------- | ------------------------------------------------------- |
| 200 m   | 20 s 36     | Caorle | 9 juillet 1987   | amélioration du record de France de Pascal Barré (1979) |
| 200 m   | 20 s 31     | Rome   | 3 septembre 1987 |                                                         |
| 200 m   | 20 s 16     | Rome   | 3 septembre 1987 |                                                         |

## Distinctions
- Chevalier de l'ordre national du Mérite (14 novembre 2000)[12]
- Médaille de la jeunesse, des sports et de l'engagement associatif, or